# Засуха Анатолій Андрійович
Засуха Анатолій Андрійович (нар. 13 червня 1958, с. Пологи Васильківського району Київської області) — український політик. Голова Київської обласної державної адміністрації 22 вересня 1996 — 19 січня 2005, голова Київської обласної ради листопад 2000 — 6 вересня 2001, 9 грудня 2004 — 1 лютого 2005.
Освіта: Білоцерківський сільськогосподарський інститут за спеціальністю «агрономія» (1984).
Свою трудову діяльність розпочав у 1975 році учнем Білоцерківського філіалу Українського навчального комбінату. Працював водієм Української машино-випробувальної станції.
Після проходження служби у лавах Радянської Армії (1976—1978 роках) вступив до Білоцерківського сільськогосподарського інституту, який закінчив у 1984 році, отримавши спеціальність вченого агронома.
З 1984 до 1985 року — агроном, секретар партійної організації колгоспу «40 років Жовтня» Васильківського рай,.а з
З 1985 до 1993 року — голова колгоспу ім. Щорса цього ж району.
У 1993–1995 роках перший заступник міністра сільського господарства і продовольства Українию
З 1994 по 1997 — Народний депутат України 2-го скликання.
З 11 жовтня 1995 по 24 вересня 1996 — голова Державного комітету України із земельних ресурсів.
22 вересня 1996 — 19 січня 2005 — голова Київської обласної державної адміністрації.
листопад 2000 — 6 вересня 2001, 9 грудня 2004 — 1 лютого 2005 — голова Київської обласної ради.

## Кримінальні справи
У 2005 році був оголошений в міжнародний розшук, оскільки став фігурантом кількох кримінальних справ за підозрою в зловживанні владою та службовому підробленні.
З 2006 року працює заступником губернатора Московської області Бориса Громова.
Але вже у 2006 році кримінальну справу щодо нього було закрито. Також було за запитом МВС України було припинено розшук в Інтерполі.
Потім знову викликали на допит, він знову втік. Переховувся від слідства в Казахстані. Повернувся в 2008 році.

## Сім'я
Дружина — Засуха Тетяна Володимирівна, народний депутат України. Син Андрій (1986) — президент футбольного клубу «Колос» (Ковалівка). Сім'я живе у селі Ковалівка, яке фактично стало власністю Засух. Проживають у чотириповерховому будинку з високим парканом. Територія складає 2 га. На території Засух розташована дача другого президента України Леоніда Кучми.

## Нагороди та звання
- Заслужений працівник сільського господарства України (1993).
- Державний службовець 1-го рангу (квітень 1994)[10].
- Орден «За заслуги» III (2000), II ступенів (серпень 2011)[11].
- Почесна грамота Кабінету Міністрів України (вересень 2002)[12].
- Почесна грамота Верховної Ради України (вересень 2002).
- Орден Дружби (лютий 2003, Росія).
- Командорський хрест ордена святого Григорія Великого (Ватикан, 11 грудня 2001)[13].